# Zygmunt Kukla
Zygmunt Kukla (Nysa, 21 de enero de 1948-Mielec, 18 de mayo de 2016) fue un futbolista polaco que jugaba en la demarcación de portero.

## Selección nacional
Jugó un total de veinte partidos con la selección de fútbol de Polonia, Hizo su debut el 16 de octubre de 1976 en un partido de clasificación para la Copa Mundial de Fútbol de 1978 contra Portugal que finalizó con un resultado de 0-2 a favor del combinado polaco. Posteriormente fue convocado para jugar la Copa Mundial de Fútbol de 1978, donde disputó dos partidos, llegando hasta la segunda ronda. Su último partido con la selección lo jugó el 17 de octubre de 1979 en un encuentro de clasificación para la Eurocopa de 1980 contra los Países Bajos.

### Participaciones en Copas del Mundo
| Mundial                        | Sede      | Resultado     | Partidos | Goles |
| ------------------------------ | --------- | ------------- | -------- | ----- |
| Copa Mundial de Fútbol de 1978 | Argentina | Segunda ronda | 2        | 0     |

## Clubes
| Club            | País    | Año         | Partidos | Goles |
| --------------- | ------- | ----------- | -------- | ----- |
| Stal Mielec     | Polonia | 1966 - 1981 | 340      | 0     |
| Apollon Smyrnis | Grecia  | 1981 - 1983 | 65       | 0     |